# Etap (wojsko)
Etap – dawniej część obszaru własnego państwa, przeznaczona do bezpośredniego prowadzenia wojny, oraz całe nieprzyjacielskie terytorium, zajęte przez własne wojska nazywana była obszarem wojennym. Obszar wojenny podporządkowany był władzy naczelnego wodza w zakresie przewidzianym w odpowiednim ustawodawstwie wojskowym. Obszar wojenny podzielony był przez naczelnego wodza na pasy działań armii. Dowódcy armii dzielili oddaną sobie część obszaru wojennego (pasy działań armii) na: 1) obszar operacyjny, to jest obszar bezpośrednich działań bojowych, 2) obszar etapowy armii.
W wypadku zbyt dużej głębokości obszaru etapowego armii względnie w wypadku zajęcia dużych obszarów terytorium państwa nieprzyjacielskiego, mógł naczelny wódz, tyłowe części obszarów etapowych armii wydzielić z pasa działania armii i utworzyć z nich oddzielne obszary etapowe, podporządkowane bezpośrednio sobie, jako obszary etapowe naczelnego wodza.
Organizację obszaru etapowego, stosownie do potrzeb prowadzenia wojny, przeprowadzała służba etapowa.
Najważniejszymi zadaniami służby etapowej było:
- zapewnienie bezpieczeństwa na obszarze etapowym,
- zabezpieczenie i utrzymanie dróg komunikacyjnych, łączących armie z krajem,
- eksploatacja środków i zasobów obszaru etapowego dla potrzeb wojska,
- regulowanie ruchu na drogach etapowych,
- administrowanie obszarem etapowym, z tym, że:
  - administracja obszarem etapowym w granicach własnego państwa należy do władz administracji cywilnej, władze wojskowe etapowe współdziałają jedynie z nimi w myśl zasad, określonych odrębnymi ustawami i zarządzeniami władz centralnych,
  - administracja obszarów etapowych, leżących na terytorium państwa nieprzyjacielskiego, należy wyłącznie do wojskowych władz etapowych, w myśl zasad określonych w konwencji haskiej.

W latach 20. XX wieku, w Wojsku Polskim, zakładano, że każda armia miała mieć własny okręg etapowy, w skład którego wchodziły:
- organa kierownicze,
- wojska,
- organy służb[2].

Organami kierowniczymi okręgu etapowego były:
- kwatera główna OE,
- komendy rejonów etapowych (ilość zmienna),
- stacje etapowe (ilość zmienna),
- oficerowie etapowi,
- komendy miast (ilość zmienna),
- oficerowie placu[2].

Wojska:
- bataliony etapowe (po jednym na dywizję piechoty lub dywizję kawalerii, kilka w okręgu etapowym oraz kilka w odwodzie armii),
- bataliony wartownicze (ilość zmienna),
- kompanie robocze (ilość zmienna),
- kompanie robocze jenieckie (ilość zmienna),
- kadry kompanii roboczych (ilość zmienna),
- etapowa kompania telegraficzna,
- kompanie lokalno-wartownicze,
- kompanie ochrony linii kolejowych[2].

Organy służb:
- rejonowe składnice materiałów intendentury (w ilości zależnej od ilości rejonów),
- szpitale etapowe (ilość zmienna),
- polowe domy ozdrowieńców (ilość zmienna),
- odkażalnie etapowe (zwykle dwie),
- kolumny dezynfekcyjno-kąpielowe w ilości zmiennej (co najmniej dwie)
- składnice saperskie rejów etapowych[3].

Ponadto na obszarze okręgu etapowego mogły być przez dowódcę armii rozmieszczane i oddawane komendantowi okręgu etapowego do administrowania następujące formacje:
- punkt zborny jeńców
- warsztaty i zakłady służb armii,
- szpitale koni armii[4].

Organem kierującym całością służby etapowej na obszarze etapowym armii był komendant okręgu etapowego.
Do kwatery głównej OE na stałe przydzielone były plutony żandarmerii (ilość zmienna), sąd polowy i poczta polowa.